# Paolo Martin
Paolo Martin (Torino, 7 maggio 1943) è un designer italiano.
Esercita la professione di designer concettuale. 

## Biografia
Inizia a progettare automobili presso lo studio Giovanni Michelotti nel 1960. In seguito in Bertone dal 1966 affina esperienze alternative.
In Pininfarina, dal 1967, in qualità di responsabile del design, propone nuovi concetti e interpretazioni di stile nel settore automobilistico. Di rilievo internazionale la concept car Ferrari Modulo 512.
Nel 1972  con il gruppo Ghia, De Tomaso disegna la produzione motociclistica Moto Guzzi  e Benelli anni '70 e il prototipo Blue Car, antesignana della Ford Fiesta.
Libera attività dal 1972. Si occupa di nuovi concetti nella Nautica nel design industriale sia di prodotto che d'interni con invenzioni relative a oggetti di uso comune e scientifico.

## Realizzazioni

### Motocicli
- Benelli 3 Ruote
- Benelli 125 2 C
- Benelli 125-250/4
- Benelli 125 T
- Benelli 50 T
- Benelli 350-500/4
- Benelli 350-500 II serie
- Benelli 750-6
- Gilera 50 GSA
- Gilera 125 Elmeca
- Gilera 125 RV
- Gilera 125 RX
- Gilera 125 TG 1
- Gilera 125 TG 2
- Gilera 200 T4
- Gilera 350-500 Enduro
- Gilera 350-500 Sport
- Gilera 50 CBA
- Gilera 50 ECO
- Vespino 60
- Gilera GSA 60 TW
- Piaggio Cosa
- Moto Guzzi 125 T
- Moto Guzzi 250 2T-TS
- Moto Guzzi 350-500-4
- Moto Guzzi V35-50
- Moto Guzzi 850 Le Mans
- Moto Guzzi 850 T3
- Moto Guzzi V1000 G5
- Moto Guzzi 1000 ID
- Moto Guzzi 750 S3
- Benelli 500 LS
- Moto Guzzi 400-4 GTS
- Moto Guzzi 250-4
- Moto Guzzi Nuovo Falcone
- Moto Guzzi 60 V

### Vetture
- Dino 206 Pininfarina Berlinetta Competizione (1967)
- Fiat Dino Coupé "Parigi" (1968)
- Fiat Dino Coupé "Ginevra" (1969)
- BMC 1800 Aerodinamica
- BMLC 1100 Aerodinamica
- Alfa Romeo P33 Roadster
- Ferrari Modulo 512
- Ferrari Sigma GP
- Peugeot 104 Coupé
- Fiat 130 Coupé
- Rolls-Royce Camargue
- Fiat 128 Teen age Pininfarina
- Lancia Beta Montecarlo
- Ford Blue Car
- NSU RO80 Pininfarina
- Stutz Royale
- Fiat GOBI -Maggiora
- Fiat HALLEY -Maggiora
- Fiat FREELY Savio

### Barche, opere morte
- Narvalo C&B 31'
- Heritage Otam/Cigarette 45'
- Magnum Marine 56'
- B-jet Piaggio 5',60"
- Fountaine 63'
- Millennium Otam-Cigarette 55'
- FB. 45'rh
- G. 50'
- Rib FB. 40'
- Quadrimotorica Buzzi/Otam 80' RECORD
- GT 63'Super Hawaii (Gas Turbine)
- Narvalo C&B 25'
- Bestia Magnum Marine 50'
- B-Jet RIO 5'20"
- 4'40" idrogetto Piaggio
- 5'50" B Jet Piaggio

## Galleria d'immagini

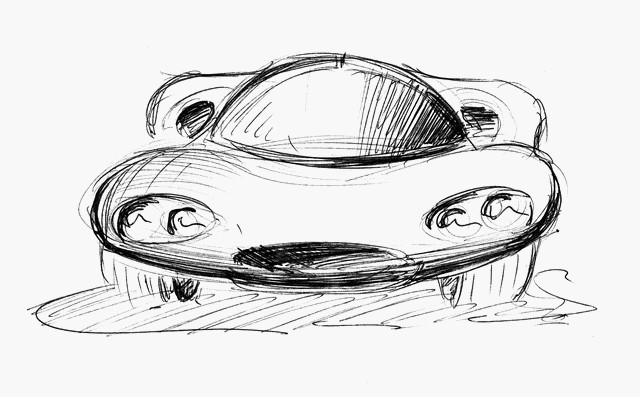
Bozza preliminare per studio Ferrari Dino Berlinetta competizione
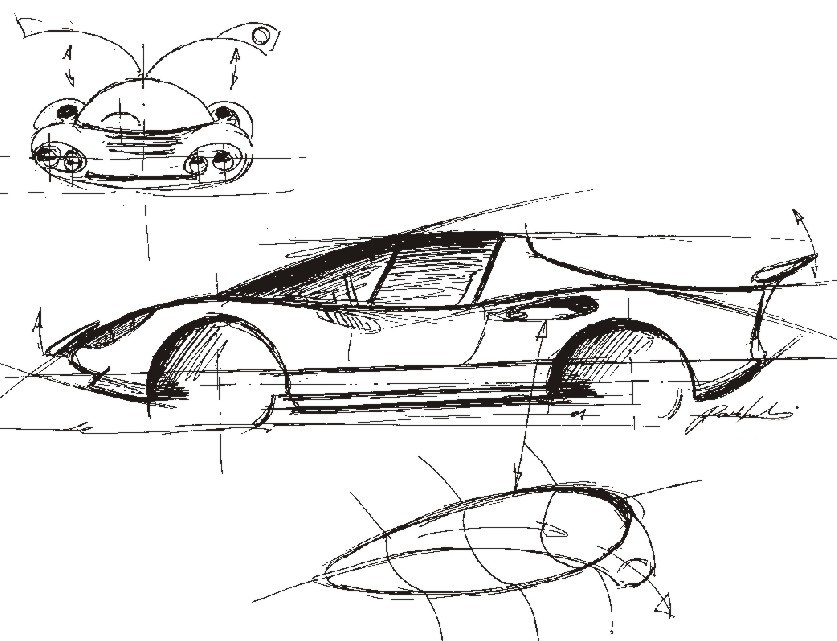
Bozza studio laterale per Ferrari Dino Berlinetta competizione
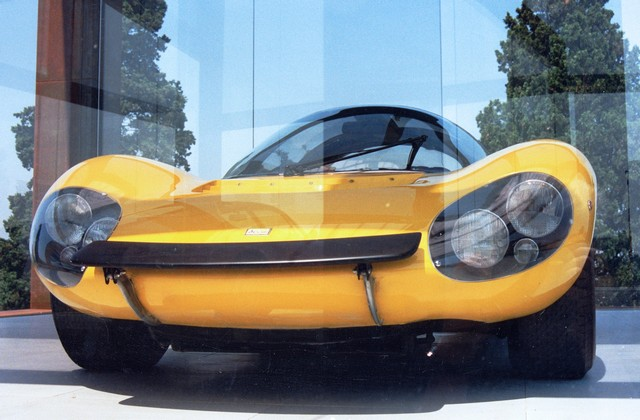
Ferrari Dino Berlinetta, visione anteriore
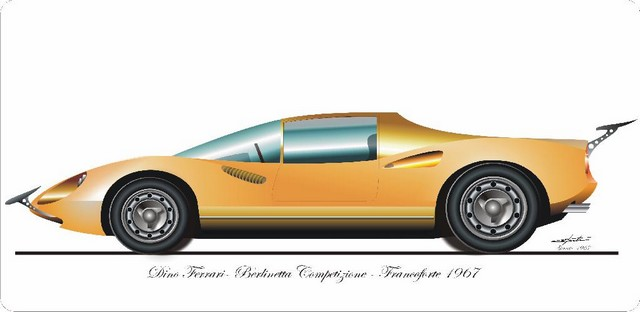
Ferrari Dino Berlinetta, figurino laterale
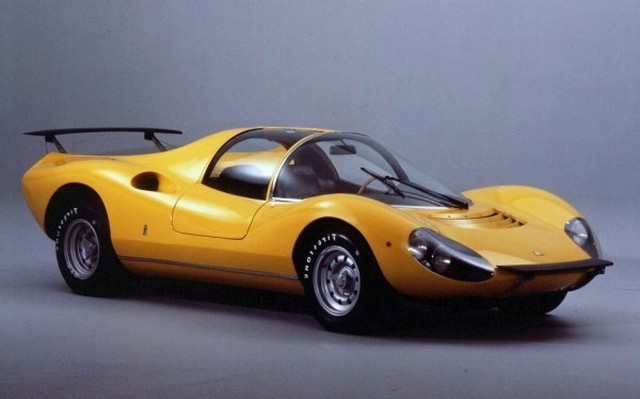
Ferrari Dino Berlinetta, vista 3/4 anteriore
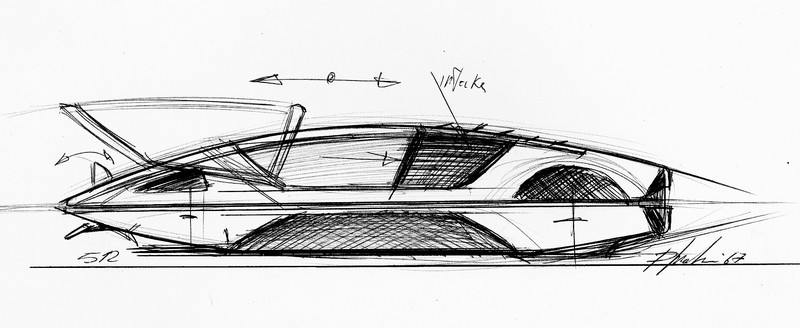
Schizzo iniziale studio Ferrari Modulo 512
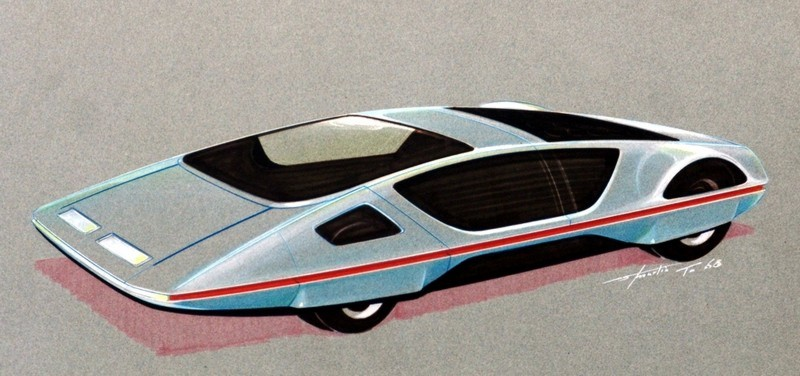
Figurino a colori Ferrari Modulo 512
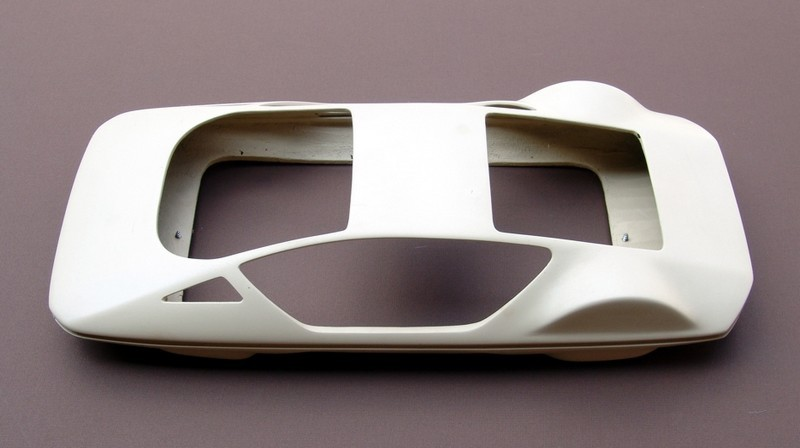
Modello Ferrari Modulo 512, scala 1-10
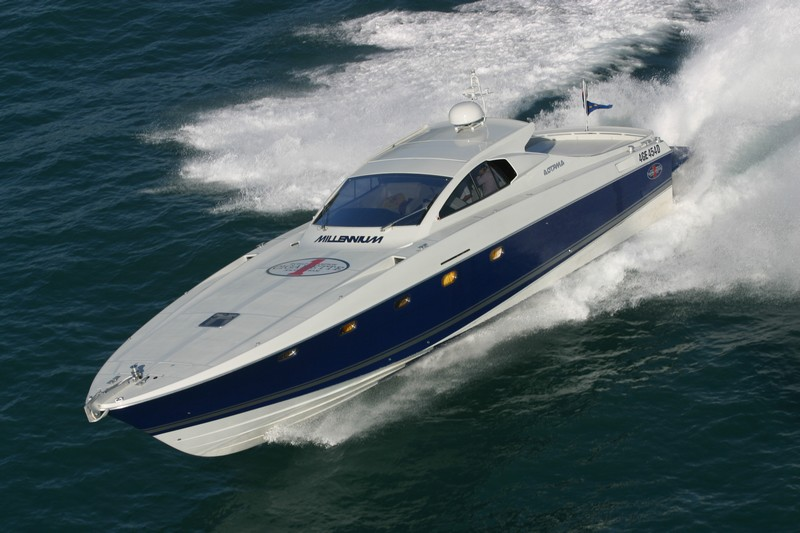
Millennium Otam-Cigarette 55'
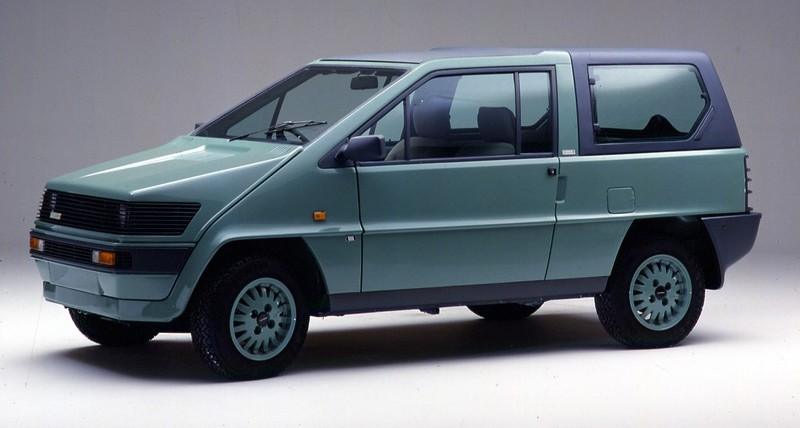
Prototipo di fuoristrada convertibile in pick-up
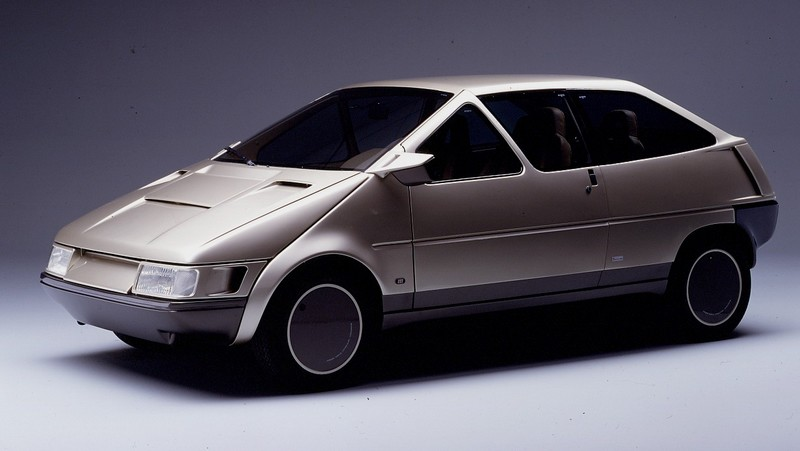
Halley-Maggiora, prototipo monovolume su telaio Fiat Uno